# Időbanditák (film)
Az Időbanditák (eredeti cím: Time Bandits) 1981-ben bemutatott brit fantasy kalandfilm-vígjáték Terry Gilliam rendezésében.
Gilliam az Időbanditákra úgy hivatkozik, mint a „képzelet-trilógia” első elemére, amit a Brazil és a Münchhausen báró kalandjai követ. A film egy allegória, „a kellemetlenül elrendezett társadalmunk őrülete és az ebből való kikerülés vágya, akármit is jelentsen ez”. Mindhárom említett film a képzeleten keresztüli menekülést ábrázolja: Az Időbanditák egy gyermek, a Brazil egy 30-as éveiben járó felnőtt, míg a Münchhausen' egy idősebb ember szemén keresztül.

## Szereposztás
- Craig Warnock - Kevin, a kisfiú
- David Rappaport - Randall, a törpe
- Kenny Baker - Fidgit, a törpe
- Malcolm Dixon - Strutter, a törpe
- Mike Edmonds - Og, a törpe
- Jack Purvis - Wally, a törpe
- Tiny Ross - Vermin, a törpe
- Sean Connery - Agamemnón/Tűzoltó
- David Warner - a Gonosz
- Shelley Duvall - Pansy
- Ian Holm - Napóleon
- Michael Palin - Vincent
- Ralph Richardson - a Felettes lény
- Peter Vaughan - Winston az Ogre
- Katherine Helmond - az Ogre neje
- John Cleese - Robin Hood
- Derek Deadman - Robert
- Jerold Wells - Benson
- David Daker - Kevin apja
- Sheila Fearn - Kevin anyukája
- Jim Broadbent - Játékvezető
- Tony Jay (a hang) - a Felettes lény
- Terence Bayler - Lucien
- Preston Lockwood - Neguy
- Derrick O’Connor - Redgrave
- Neil McCarthy - Marion
- Frank Converse - Dim
- Ian Muir - az óriás

## A készítés részletei
A forgatókönyvet Terry Gilliam a Monty Python csoportbéli barátjával Michael Palinnal együtt írták, aki a filmben is felbukkan Vincent visszatérő szerepében. A főszereplő Craig Warnocknak ez az első szerepe, akit úgy választották ki, hogy csak a bátyját kísérte el a válogatásra. Mindent alacsony kameraszögekből vettek fel, hogy így is érzékeltessék egy törpe/gyermek szemszögét. Tiny Ross a felvételek alatt eltörte a karját, a törést rögzítő gipszet a jelmezzel rejtették el.
A végső változatból több felvett filmbéli esemény kimaradt. Gilliam szerint a vágószobában maradt részek biztosan megsemmisítésre kerültek. 
A filmet készítő, londoni HandMade Films független produkciós társaság George Harrison részvételével működött, ennek révén George is részt vett a film munkáiban: Denis O'Brien mellett producerkedett és megírta és előadta a film záródalát "Álmodozz" címmel.